# Порена Алта (Арецо)
Порена Алта је насеље у Италији у округу Арецо, региону Тоскана.
Према процени из 2011. у насељу је живело 29 становника. Насеље се налази на надморској висини од 409 м.